# Нападение на аэропорт Эсенбога
Нападение на аэропорт Эсенбога — нападение на Международный аэропорт Эсенбога в Анкаре, осуществленное террористической организацией Армянская секретная армия освобождения Армении (АСАЛА) 7 августа 1982 года.

## Нападение
Непосредственными исполнителями нападения были Зохраб Саркисян и Левон Экмекджян (Экмекчян), которые взорвали бомбу посреди переполненного зала ожидания, а затем открыли огонь из автоматов по сотрудникам паспортного контроля и пассажирам, которые стояли в очереди на посадку на рейс KLM. По свидетельству очевидцев, один из террористов, стреляя по бегущим пассажирам, кричал: «Более миллиона наших погибло, что с того, если 25 из вас умрёт?»
Потом террористы забежали в кафетерий, где захватили 20 заложников. Во время штурма кафетерия турецким спецназом Саркисян был убит, а Экмекджян ранен и арестован.
В результате нападения и последовавшей двухчасовой перестрелки погибло 9 человек, а 72 было ранено. В числе погибших была женщина из США, инженер из Западной Германии, трое турецких полицейских, а также турецкие пассажиры и сотрудники аэропорта. Госдепартамент США подтвердил, что Джин Босуорт была убита выстрелом в спину, а её муж Д. Ф. Босуорт был тяжело ранен. По сведениям сотрудников госпиталя в Анкаре, им обоим было за 60 лет.

## Последствия
АСАЛА взяла на себя ответственность за нападение и заявила, что нападение было протестом против «оккупации [армянских] земель турецкими фашистами». В заявлении АСАЛА было сказано, что ответственность за «невинные жертвы» лежит на «врагах мирных людей: турецком фашистском правительстве, Североатлантическом альянсе и Соединённых Штатах». АСАЛА объявила, что будет совершать атаки против представительств ряда западных стран, если те не освободят находящихся там в заключении 85 армян.
Когда турецкие полицейские сообщили арестованному Левону Экмекджяну, что он и его сообщник убили 9 человек, он вскричал: «Этого мало!» Однако спустя месяц, во время суда военного трибунала, он заявил: «Я пришёл сюда, ведомый убеждениями. Однако после случившегося я осознал, насколько нелепыми и неправильными были эти убеждения».
Суд признал Экмекджяна виновным в совершении «вооружённой акции с целью отделения всей или части территории страны и перевода её под суверенитет другой страны» и 7 сентября 1982 года приговорил его к смертной казни.
Из тюрьмы Экмекджян обратился с посланием к АСАЛА, в котором заявил, что турки не являются врагами армян, и призвал своих товарищей отказаться от насилия. Апелляция Экмекджяна была отклонена, и 29 января 1983 года он был повешен.